# Distretto rurale di Kasulu
Il distretto rurale di Kasulu è un  distretto della Tanzania situato nella regione di Kigoma. È suddiviso in 21 circoscrizioni (wards) e conta una popolazione di 537 767 abitanti (censimento 2022).

## Suddivisione amministrativa
Il distretto è diviso nelle seguenti circoscrizioni (wards), tra parentesi gli abitanti (censimento 2022):
1. Asante Nyerere (17 412)
2. Bugaga (14 040)
3. Buhoro (17 072)
4. Herushingo (36 631)
5. Kagerankanda (32 399)
6. Kalela (9 932)
7. Kigembe (16 134)
8. Kitagata (10 469)
9. Kitanga (37 731)
10. Kurugongo (24 983)
11. Kwaga (5 838)
12. Makere (62 398)
13. Muzye (11 961)
14. Nyachenda (16 050)
15. Nyakitonto (20 171)
16. Nyamidaho (130 932)
17. Nyamnyusi (16 411)
18. Rungwe Mpya (19 868)
19. Rusesa (20 166)
20. Shunguliba (4 903)
21. Titye (12 266)